# Trofeo Alfredo Binda-Comune di Cittiglio 2024
La 48e édition du Trofeo Alfredo Binda-Comune di Cittiglio a lieu le 17 mars 2024. Elle fait partie de l'UCI World Tour féminin. Elle est remportée par l'Italienne Elisa Balsamo.

## Présentation

### Parcours

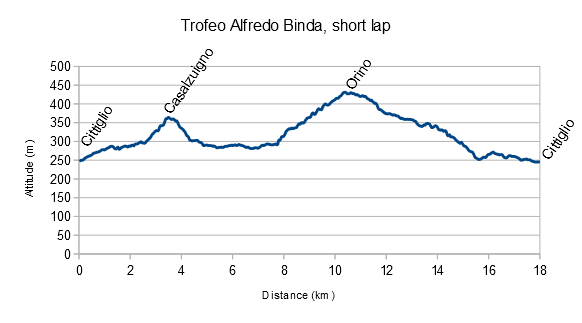
Profil du circuit final

Le parcours s'élance de Maccagno con Pino e Veddasca, où il longe la côte avant de se diriger vers le sud. L'ascension vers Bedero Valcuvia constitue la première difficulté. Le parcours se dirige ensuite vers Besozzo avant de grimper vers Orino depuis Caldana. Il entre ensuite sur le traditionnel circuit final, long de 17,7 km, parcouru cinq fois. Il comporte la côte de Casale et surtout celle vers Orino.

## Équipes
| UCI Women's WorldTeams (12)- AG Insurance-Soudal Team - Canyon-SRAM Racing - FDJ-Suez - Fenix-Deceuninck - Human Powered Health - Lidl-Trek - Liv AlUla Jayco - Movistar Team - Roland - Team DSM-Firmenich PostNL - SD Worx-Protime - UAE Team ADQ Équipes féminines continentales (11)- Aromitalia-3T-Vaiano - A.S.D. K2 Women Team - Bepink-Bongioanni - BTC City Ljubljana Zhiraf Ambedo - Cofidis - EF Education-Cannondale - Eneicat-CMTeam - Isolmant-Premac-Vittoria - Laboral Kutxa-Fundacion Euskadi - Mendelspeck Ge-Man - Top Girls Fassa Bortolo |
| |

## Favorites
La formation Lidl-Trek, avec la vainqueur sortante Shirin van Anrooij et Elisa Balsamo, est la plus forte sur le papier. SD Worx compte au départ sur Elena Cecchini, mais Lotte Kopecky est appelée à la dernière minute. Puck Pieterse a démontré sur le Tour de Drenthe être en forme. Les autres favorites sont : Sofia Bertizzolo, Silvia Persico, Mavi Garcia, Vittoria Guazzini, Pfeiffer Georgi et  Soraya Paladin.

## Récit de la course
Clara Emond sort en début de course. Elle compte jusqu'à une minute d'avance et est reprise à soixante kilomètres de l'arrivée. Dans la côte d'Orino, Jade Wiel attaque à quarante-et-un kilomètres de l'arrivée. Le peloton la reprend avant la côte de Casalzuigno. Dans cette ascension, Puck Pieterse place une puissance accélération. Dans Orino, Niamh Fisher-Black revient sur Pieterse. Un regroupement a lieu dans la descente. Marlen Reusser contre, mais on ne la laisse par partir. Malgré les accélérations, le groupe reste compact après Casalzuigno. Dans la dernière montée, Sarah Gigante hausse le rythme, mais c'est Neve Bradbury et Mareille Meijering qui parviennent à prendre quelques mètres. Fisher-Black revient puis Shirin van Anrooij et Élise Chabbey. Dans la descente, Mareille Meijering place une nouvelle attaque. Van Anrooij provoque le regroupement. Lotte Kopecky lance son sprint de trop loin et est remontée par Elisa Balsamo.

## Classements

### Classement final
| \| Classement général \| Classement général \| Classement général \| Classement général \| Classement général \| \| Coureuse \| Coureuse \| Pays \| Équipe \| Temps \| \| ------------------ \| ------------------ \| ------------------ \| ------------------------- \| ------------------ \| \| 1re \| Elisa Balsamo \| Italie \| Lidl-Trek \| 3 h 40 min 09 s \| \| 2e \| Lotte Kopecky \| Belgique \| SD Worx-Protime \| + 0 s \| \| 3e \| Puck Pieterse \| Pays-Bas \| Fenix-Deceuninck \| + 1 s \| \| 4e \| Soraya Paladin \| Italie \| Canyon-SRAM Racing \| + 1 s \| \| 5e \| Pfeiffer Georgi \| Royaume-Uni \| Team dsm-firmenich PostNL \| + 1 s \| \| 6e \| Karlijn Swinkels \| Pays-Bas \| UAE Team ADQ \| + 1 s \| \| 7e \| Olivia Baril \| Canada \| Movistar Team \| + 1 s \| \| 8e \| Silvia Persico \| Italie \| UAE Team ADQ \| + 1 s \| \| 9e \| Évita Muzic \| France \| FDJ-Suez \| + 1 s \| \| 10e \| Niamh Fisher-Black \| Nouvelle-Zélande \| SD Worx-Protime \| + 1 s \| |                    |                  |                           |                 |
| |                    |                  |                           |                 |
| Source : ProCyclingStats |                    |                  |                           |                 |
| Classement général |                    |                  |                           |                 |
| Coureuse | Coureuse           | Pays             | Équipe                    | Temps           |
| 1re | Elisa Balsamo      | Italie           | Lidl-Trek                 | 3 h 40 min 09 s |
| 2e | Lotte Kopecky      | Belgique         | SD Worx-Protime           | + 0 s           |
| 3e | Puck Pieterse      | Pays-Bas         | Fenix-Deceuninck          | + 1 s           |
| 4e | Soraya Paladin     | Italie           | Canyon-SRAM Racing        | + 1 s           |
| 5e | Pfeiffer Georgi    | Royaume-Uni      | Team dsm-firmenich PostNL | + 1 s           |
| 6e | Karlijn Swinkels   | Pays-Bas         | UAE Team ADQ              | + 1 s           |
| 7e | Olivia Baril       | Canada           | Movistar Team             | + 1 s           |
| 8e | Silvia Persico     | Italie           | UAE Team ADQ              | + 1 s           |
| 9e | Évita Muzic        | France           | FDJ-Suez                  | + 1 s           |
| 10e | Niamh Fisher-Black | Nouvelle-Zélande | SD Worx-Protime           | + 1 s           |

### UCI World Tour

#### Points attribués
| Position           | 1er | 2e  | 3e  | 4e  | 5e  | 6e  | 7e  | 8e  | 9e | 10e | 11e | 12e | 13e | 14e | 15e | 16e à 20e | 21e à 30e | 31e à 40e |
| Classement général | 400 | 320 | 260 | 220 | 180 | 140 | 120 | 100 | 80 | 68  | 56  | 48  | 40  | 32  | 28  | 24        | 16        | 8         |

| Classement par points | Classement par points | Classement par points | Classement par points      | Classement par points |
| Coureuse              | Coureuse              | Pays                  | Équipe                     | Points                |
| --------------------- | --------------------- | --------------------- | -------------------------- | --------------------- |
| 1re                   | Lotte Kopecky         | Belgique              | SD Worx-Protime            | 1506 pts              |
| 2e                    | Elisa Balsamo         | Italie                | Lidl-Trek                  | 788 pts               |
| 3e                    | Elisa Longo Borghini  | Italie                | Lidl-Trek                  | 715 pts               |
| 4e                    | Neve Bradbury         | Australie             | Canyon-SRAM Racing         | 710 pts               |
| 5e                    | Puck Pieterse         | Pays-Bas              | Fenix-Deceuninck           | 660 pts               |
| 6e                    | Lorena Wiebes         | Pays-Bas              | SD Worx-Protime            | 636 pts               |
| 7e                    | Sarah Gigante         | Australie             | AG Insurance-Soudal Team   | 530 pts               |
| 8e                    | Dominika Włodarczyk   | Pologne               | UAE Team ADQ               | 520 pts               |
| 9e                    | Marianne Vos          | Pays-Bas              | Team Visma \| Lease a Bike | 480 pts               |
| 10e                   | Rosita Reijnhout      | Pays-Bas              | Team Visma \| Lease a Bike | 448 pts               |

| Classement par points | Classement par points | Classement par points | Classement par points      | Classement par points |
| Coureuse              | Coureuse              | Pays                  | Équipe                     | Points                |
| --------------------- | --------------------- | --------------------- | -------------------------- | --------------------- |
| 1re                   | Lotte Kopecky         | Belgique              | SD Worx-Protime            | 1506 pts              |
| 2e                    | Elisa Balsamo         | Italie                | Lidl-Trek                  | 788 pts               |
| 3e                    | Elisa Longo Borghini  | Italie                | Lidl-Trek                  | 715 pts               |
| 4e                    | Neve Bradbury         | Australie             | Canyon-SRAM Racing         | 710 pts               |
| 5e                    | Puck Pieterse         | Pays-Bas              | Fenix-Deceuninck           | 660 pts               |
| 6e                    | Lorena Wiebes         | Pays-Bas              | SD Worx-Protime            | 636 pts               |
| 7e                    | Sarah Gigante         | Australie             | AG Insurance-Soudal Team   | 530 pts               |
| 8e                    | Dominika Włodarczyk   | Pologne               | UAE Team ADQ               | 520 pts               |
| 9e                    | Marianne Vos          | Pays-Bas              | Team Visma \| Lease a Bike | 480 pts               |
| 10e                   | Rosita Reijnhout      | Pays-Bas              | Team Visma \| Lease a Bike | 448 pts               |

| Classement du meilleur jeune | Classement du meilleur jeune | Classement du meilleur jeune | Classement du meilleur jeune | Classement du meilleur jeune |
| Coureuse                     | Coureuse                     | Pays                         | Équipe                       | Points                       |
| ---------------------------- | ---------------------------- | ---------------------------- | ---------------------------- | ---------------------------- |
| 1re                          | Puck Pieterse                | Pays-Bas                     | Fenix-Deceuninck             | 20 pts                       |
| 2e                           | Shirin van Anrooij           | Pays-Bas                     | Lidl-Trek                    | 16 pts                       |
| 3e                           | Neve Bradbury                | Australie                    | Canyon-SRAM Racing           | 14 pts                       |

| Classement du meilleur jeune | Classement du meilleur jeune | Classement du meilleur jeune | Classement du meilleur jeune | Classement du meilleur jeune |
| Coureuse                     | Coureuse                     | Pays                         | Équipe                       | Points                       |
| ---------------------------- | ---------------------------- | ---------------------------- | ---------------------------- | ---------------------------- |
| 1re                          | Puck Pieterse                | Pays-Bas                     | Fenix-Deceuninck             | 20 pts                       |
| 2e                           | Shirin van Anrooij           | Pays-Bas                     | Lidl-Trek                    | 16 pts                       |
| 3e                           | Neve Bradbury                | Australie                    | Canyon-SRAM Racing           | 14 pts                       |

| Classement par équipes aux points | Classement par équipes aux points | Classement par équipes aux points | Classement par équipes aux points |
| Équipe                            | Équipe                            | Pays                              | Points                            |
| --------------------------------- | --------------------------------- | --------------------------------- | --------------------------------- |
| 1re                               | SD Worx-Protime                   | Pays-Bas                          | 2782 pts                          |
| 2e                                | Lidl-Trek                         | États-Unis                        | 2642 pts                          |
| 3e                                | Canyon-SRAM Racing                | Allemagne                         | 1842 pts                          |
| 4e                                | UAE Team ADQ                      | Émirats arabes unis               | 1361 pts                          |
| 5e                                | Team DSM-Firmenich PostNL         | Pays-Bas                          | 1205 pts                          |
| 6e                                | Fenix-Deceuninck                  | Belgique                          | 1194 pts                          |
| 7e                                | FDJ-Suez                          | France                            | 1180 pts                          |
| 8e                                | Team Visma \| Lease a Bike        | Pays-Bas                          | 1162 pts                          |
| 9e                                | Liv AlUla Jayco                   | Australie                         | 1095 pts                          |
| 10e                               | AG Insurance-Soudal Team          | Belgique                          | 1010 pts                          |

| Classement par équipes aux points | Classement par équipes aux points | Classement par équipes aux points | Classement par équipes aux points |
| Équipe                            | Équipe                            | Pays                              | Points                            |
| --------------------------------- | --------------------------------- | --------------------------------- | --------------------------------- |
| 1re                               | SD Worx-Protime                   | Pays-Bas                          | 2782 pts                          |
| 2e                                | Lidl-Trek                         | États-Unis                        | 2642 pts                          |
| 3e                                | Canyon-SRAM Racing                | Allemagne                         | 1842 pts                          |
| 4e                                | UAE Team ADQ                      | Émirats arabes unis               | 1361 pts                          |
| 5e                                | Team DSM-Firmenich PostNL         | Pays-Bas                          | 1205 pts                          |
| 6e                                | Fenix-Deceuninck                  | Belgique                          | 1194 pts                          |
| 7e                                | FDJ-Suez                          | France                            | 1180 pts                          |
| 8e                                | Team Visma \| Lease a Bike        | Pays-Bas                          | 1162 pts                          |
| 9e                                | Liv AlUla Jayco                   | Australie                         | 1095 pts                          |
| 10e                               | AG Insurance-Soudal Team          | Belgique                          | 1010 pts                          |

## Liste des participantes
| Légende | Légende                                                                                | Légende | Légende                                                    |
| ------- | -------------------------------------------------------------------------------------- | ------- | ---------------------------------------------------------- |
| Num     | Dossard de départ porté par le coureur sur ce Trofeo Alfredo Binda-Comune di Cittiglio | Pos     | Position à l'arrivée de la course                          |
|         | Indique un maillot de champion national ou mondial, suivi de sa spécialité             | NP      | Indique un coureur qui n'a pas pris le départ de la course |
| AB      | Indique un coureur qui n'a pas terminé la course                                       | HD      | Indique un coureur qui a terminé la course hors des délais |

| Lidl-Trek LTK | Lidl-Trek LTK            | Lidl-Trek LTK |
| ------------- | ------------------------ | ------------- |
| Num           | Coureuse                 | Pos           |
| 1             | Shirin van Anrooij (NED) | 23e           |
| 2             | Elisa Balsamo (ITA)      | 1re           |
| 3             | Brodie Chapman (AUS)     | AB            |
| 4             | Lizzie Deignan (GBR)     | AB            |
| 5             | Gaia Realini (ITA)       | 26e           |
| 6             | Amanda Spratt (AUS)      | 36e           |

| SD Worx-Protime SDW | SD Worx-Protime SDW          | SD Worx-Protime SDW |
| ------------------- | ---------------------------- | ------------------- |
| Num                 | Coureuse                     | Pos                 |
| 11                  | Lotte Kopecky (BEL) (route)  | 2e                  |
| 12                  | Elena Cecchini (ITA)         | AB                  |
| 13                  | Barbara Guarischi (ITA)      | AB                  |
| 14                  | Femke Gerritse (NED)         | 50e                 |
| 15                  | Marlen Reusser (SUI) (route) | 15e                 |
| 16                  | Niamh Fisher-Black (NZL)     | 10e                 |

| Canyon-SRAM Racing CSR | Canyon-SRAM Racing CSR    | Canyon-SRAM Racing CSR |
| ---------------------- | ------------------------- | ---------------------- |
| Num                    | Coureuse                  | Pos                    |
| 21                     | Soraya Paladin (ITA)      | 4e                     |
| 22                     | Ricarda Bauernfeind (GER) | 16e                    |
| 23                     | Tiffany Cromwell (AUS)    | AB                     |
| 24                     | Neve Bradbury (AUS)       | 27e                    |
| 25                     | Elise Chabbey (SUI)       | 13e                    |

| Liv AlUla Jayco LAJ | Liv AlUla Jayco LAJ       | Liv AlUla Jayco LAJ |
| ------------------- | ------------------------- | ------------------- |
| Num                 | Coureuse                  | Pos                 |
| 31                  | Urška Žigart (SLO)        | 40e                 |
| 32                  | Mavi García (ESP) (route) | 18e                 |
| 33                  | Ingvild Gåskjenn (NOR)    | 41e                 |
| 34                  | Caroline Andersson (SWE)  | 29e                 |
| 35                  | Ella Wyllie (NZL)         | 32e                 |
| 36                  | Amber Pate (AUS)          | 56e                 |

| UAE Team ADQ UAD | UAE Team ADQ UAD       | UAE Team ADQ UAD |
| ---------------- | ---------------------- | ---------------- |
| Num              | Coureuse               | Pos              |
| 41               | Silvia Persico (ITA)   | 8e               |
| 42               | Sofia Bertizzolo (ITA) | 47e              |
| 43               | Erica Magnaldi (ITA)   | 20e              |
| 44               | Mikayla Harvey (NZL)   | AB               |
| 45               | Alena Amialiusik (BLR) | 45e              |
| 46               | Karlijn Swinkels (NED) | 6e               |

| Human Powered Health HPH | Human Powered Health HPH  | Human Powered Health HPH |
| ------------------------ | ------------------------- | ------------------------ |
| Num                      | Coureuse                  | Pos                      |
| 51                       | Julia Biryukova (UKR)     | AB                       |
| 52                       | Henrietta Christie (NZL)  | AB                       |
| 53                       | Barbara Malcotti (ITA)    | 22e                      |
| 54                       | Katia Ragusa (ITA)        | AB                       |
| 55                       | Linda Zanetti (SUI)       | AB                       |
| 56                       | Audrey Cordon-Ragot (FRA) | 51e                      |

| Roland CGS | Roland CGS                       | Roland CGS |
| ---------- | -------------------------------- | ---------- |
| Num        | Coureuse                         | Pos        |
| 61         | Anna Kiesenhofer (AUT)           | AB         |
| 64         | Ántri Christofórou (CYP) (route) | AB         |
| 65         | Natalie Grinczer (GBR)           | 55e        |
| 66         | Nguyễn Thị Thật (VIE) (route)    | AB         |

| Team dsm-firmenich PostNL DFP | Team dsm-firmenich PostNL DFP | Team dsm-firmenich PostNL DFP |
| ----------------------------- | ----------------------------- | ----------------------------- |
| Num                           | Coureuse                      | Pos                           |
| 71                            | Francesca Barale (ITA)        | 37e                           |
| 72                            | Eleonora Ciabocco (ITA)       | 39e                           |
| 73                            | Pfeiffer Georgi (GBR) (route) | 5e                            |
| 74                            | Juliette Labous (FRA)         | 21e                           |
| 75                            | Églantine Rayer (FRA)         | AB                            |
| 76                            | Becky Storrie (GBR)           | AB                            |

| Movistar Team MOV | Movistar Team MOV            | Movistar Team MOV |
| ----------------- | ---------------------------- | ----------------- |
| Num               | Coureuse                     | Pos               |
| 81                | Olivia Baril (CAN)           | 7e                |
| 82                | Jelena Erić (SRB) (route)    | AB                |
| 83                | Floortje Mackaij (NED)       | 52e               |
| 84                | Paula Patiño (COL) (route)   | 57e               |
| 85                | Arlenis Sierra (CUB) (route) | 42e               |
| 86                | Mareille Meijering (NED)     | 25e               |

| FDJ-Suez FST | FDJ-Suez FST            | FDJ-Suez FST |
| ------------ | ----------------------- | ------------ |
| Num          | Coureuse                | Pos          |
| 91           | Grace Brown (AUS)       | 54e          |
| 92           | Marta Cavalli (ITA)     | 49e          |
| 93           | Vittoria Guazzini (ITA) | AB           |
| 95           | Évita Muzic (FRA)       | 9e           |
| 96           | Jade Wiel (FRA)         | 44e          |

| AG Insurance - Soudal Quick-Step Team AGS | AG Insurance - Soudal Quick-Step Team AGS | AG Insurance - Soudal Quick-Step Team AGS |
| ----------------------------------------- | ----------------------------------------- | ----------------------------------------- |
| Num                                       | Coureuse                                  | Pos                                       |
| 101                                       | Mireia Benito (ESP)                       | 46e                                       |
| 103                                       | Justine Ghekiere (BEL)                    | 30e                                       |
| 104                                       | Sarah Gigante (AUS)                       | 24e                                       |
| 105                                       | Kimberley Le Court de Billot (MRI)        | 11e                                       |
| 106                                       | Julie Van de Velde (BEL)                  | 48e                                       |

| Fenix-Deceuninck FED | Fenix-Deceuninck FED       | Fenix-Deceuninck FED |
| -------------------- | -------------------------- | -------------------- |
| Num                  | Coureuse                   | Pos                  |
| 111                  | Puck Pieterse (NED)        | 3e                   |
| 112                  | Yara Kastelijn (NED)       | 14e                  |
| 113                  | Millie Couzens (GBR)       | AB                   |
| 114                  | Greta Marturano (ITA)      | 43e                  |
| 115                  | Pauliena Rooijakkers (NED) | 33e                  |
| 116                  | Petra Stiasny (SUI)        | AB                   |

| Cofidis COF | Cofidis COF               | Cofidis COF |
| ----------- | ------------------------- | ----------- |
| Num         | Coureuse                  | Pos         |
| 121         | Julie Bego (FRA)          | 38e         |
| 122         | Flavie Boulais (FRA)      | AB          |
| 123         | Morgane Coston (FRA)      | 28e         |
| 124         | Špela Kern (SLO)          | 53e         |
| 125         | Nikola Nosková (CZE)      | 17e         |
| 126         | Kirstie van Haaften (NED) | AB          |

| EF Education-Cannondale EFC | EF Education-Cannondale EFC | EF Education-Cannondale EFC |
| --------------------------- | --------------------------- | --------------------------- |
| Num                         | Coureuse                    | Pos                         |
| 131                         | Megan Armitage (IRL)        | DQ                          |
| 132                         | Kim Cadzow (NZL)            | 34e                         |
| 133                         | Clara Emond (CAN)           | AB                          |
| 134                         | Clara Koppenburg (GER)      | AB                          |
| 135                         | Coryn Labecki (USA)         | AB                          |
| 136                         | Magdeleine Vallieres (CAN)  | 12e                         |

| Laboral Kutxa-Fundación Euskadi LKF | Laboral Kutxa-Fundación Euskadi LKF | Laboral Kutxa-Fundación Euskadi LKF |
| ----------------------------------- | ----------------------------------- | ----------------------------------- |
| Num                                 | Coureuse                            | Pos                                 |
| 141                                 | Nadia Quagliotto (ITA)              | 35e                                 |
| 142                                 | Usoa Ostolaza (ESP)                 | AB                                  |
| 143                                 | Ane Santesteban (ESP)               | 19e                                 |
| 144                                 | Debora Silvestri (ITA)              | AB                                  |
| 145                                 | Aileen Schweikart (GER)             | AB                                  |
| 146                                 | Jessenia Meneses (COL)              | AB                                  |

| Eneicat-CMTeam EIC | Eneicat-CMTeam EIC           | Eneicat-CMTeam EIC |
| ------------------ | ---------------------------- | ------------------ |
| Num                | Coureuse                     | Pos                |
| 151                | Irene Mendez Melgarejo (ESP) | AB                 |
| 152                | Ariana Gilabert (ESP)        | AB                 |
| 153                | Adèle Normand (CAN)          | AB                 |
| 154                | Alessia Bulleri (ITA)        | AB                 |
| 156                | Isabel Martin (ESP)          | AB                 |

| A.S.D. K2 Women Team KWT | A.S.D. K2 Women Team KWT     | A.S.D. K2 Women Team KWT |
| ------------------------ | ---------------------------- | ------------------------ |
| Num                      | Coureuse                     | Pos                      |
| 161                      | Rebekka Pigolotti (ITA)      | AB                       |
| 162                      | Vittoria Ruffilli (ITA)      | AB                       |
| 163                      | Noemi Lucrezia Eremita (ITA) | AB                       |
| 164                      | Gemma Sernissi (ITA)         | AB                       |
| 165                      | Sara Pellegrini (ITA)        | AB                       |
| 166                      | Alice Papo (ITA)             | AB                       |

| BTC City Ljubljana ___ | BTC City Ljubljana ___     | BTC City Ljubljana ___ |
| ---------------------- | -------------------------- | ---------------------- |
| Num                    | Coureuse                   | Pos                    |
| 171                    | Urša Pintar (SLO) (route)  | 31e                    |
| 172                    | Špela Colnar (SLO)         | AB                     |
| 173                    | Yelizaveta Sklyarova (KAZ) | AB                     |
| 174                    | Giada Borghesi (ITA)       | AB                     |
| 175                    | Giulia Luciani (ITA)       | AB                     |
| 176                    | Giorgia Serena (ITA)       | AB                     |

| Aromitalia 3T Vaiano VAI | Aromitalia 3T Vaiano VAI     | Aromitalia 3T Vaiano VAI |
| ------------------------ | ---------------------------- | ------------------------ |
| Num                      | Coureuse                     | Pos                      |
| 181                      | Rasa Leleivytė (LTU)         | AB                       |
| 182                      | Irene Affolati (ITA)         | AB                       |
| 183                      | Fanny Bonini (ITA)           | AB                       |
| 184                      | Serena Brillante Romeo (ITA) | AB                       |
| 185                      | Romina Costantini (ITA)      | AB                       |
| 186                      | Valentina Zanzi (ITA)        | AB                       |

| Isolmant-Premac-Vittoria SBT | Isolmant-Premac-Vittoria SBT | Isolmant-Premac-Vittoria SBT |
| ---------------------------- | ---------------------------- | ---------------------------- |
| Num                          | Coureuse                     | Pos                          |
| 191                          | Valeria Curnis (ITA)         | AB                           |
| 192                          | Beatrice Rossato (ITA)       | AB                           |
| 193                          | Gaia Tormena (ITA)           | AB                           |
| 194                          | Asia Zontone (ITA)           | AB                           |
| 195                          | Sonia Rossetti (ITA)         | AB                           |

| Team Mendelspeck Ge-Man MDS | Team Mendelspeck Ge-Man MDS | Team Mendelspeck Ge-Man MDS |
| --------------------------- | --------------------------- | --------------------------- |
| Num                         | Coureuse                    | Pos                         |
| 201                         | Michela De Grandis (ITA)    | AB                          |
| 202                         | Sara Piffer (ITA)           | AB                          |
| 203                         | Giulia Vallotto (ITA)       | AB                          |
| 204                         | Giulia Miotto (ITA)         | AB                          |
| 205                         | Emma Zanetti (ITA)          | AB                          |
| 206                         | Alice Capasso (ITA)         | AB                          |

| Top Girls Fassa Bortolo TOP | Top Girls Fassa Bortolo TOP | Top Girls Fassa Bortolo TOP |
| --------------------------- | --------------------------- | --------------------------- |
| Num                         | Coureuse                    | Pos                         |
| 211                         | Alice Toniolli (ITA)        | AB                          |
| 212                         | Elisa De Vallier (ITA)      | AB                          |
| 213                         | Iris Monticolo (ITA)        | AB                          |
| 214                         | Alice Palazzi (ITA)         | AB                          |
| 215                         | Marta Pavesi (ITA)          | AB                          |
| 216                         | Gaia Segato (ITA)           | AB                          |

| Bepink-Bongioanni BPK | Bepink-Bongioanni BPK       | Bepink-Bongioanni BPK |
| --------------------- | --------------------------- | --------------------- |
| Num                   | Coureuse                    | Pos                   |
| 221                   | Elisa Valtulini (ITA)       | AB                    |
| 222                   | Angela Oro (ITA)            | AB                    |
| 223                   | Monica Trinca Colonel (ITA) | AB                    |
| 224                   | Selene Colombi (ITA)        | AB                    |
| 225                   | Irene Cagnazzo (ITA)        | AB                    |
| 226                   | Beatrice Pozzobon (ITA)     | AB                    |

| Lidl-Trek LTK | Lidl-Trek LTK            | Lidl-Trek LTK |
| ------------- | ------------------------ | ------------- |
| Num           | Coureuse                 | Pos           |
| 1             | Shirin van Anrooij (NED) | 23e           |
| 2             | Elisa Balsamo (ITA)      | 1re           |
| 3             | Brodie Chapman (AUS)     | AB            |
| 4             | Lizzie Deignan (GBR)     | AB            |
| 5             | Gaia Realini (ITA)       | 26e           |
| 6             | Amanda Spratt (AUS)      | 36e           |

| SD Worx-Protime SDW | SD Worx-Protime SDW          | SD Worx-Protime SDW |
| ------------------- | ---------------------------- | ------------------- |
| Num                 | Coureuse                     | Pos                 |
| 11                  | Lotte Kopecky (BEL) (route)  | 2e                  |
| 12                  | Elena Cecchini (ITA)         | AB                  |
| 13                  | Barbara Guarischi (ITA)      | AB                  |
| 14                  | Femke Gerritse (NED)         | 50e                 |
| 15                  | Marlen Reusser (SUI) (route) | 15e                 |
| 16                  | Niamh Fisher-Black (NZL)     | 10e                 |

| Canyon-SRAM Racing CSR | Canyon-SRAM Racing CSR    | Canyon-SRAM Racing CSR |
| ---------------------- | ------------------------- | ---------------------- |
| Num                    | Coureuse                  | Pos                    |
| 21                     | Soraya Paladin (ITA)      | 4e                     |
| 22                     | Ricarda Bauernfeind (GER) | 16e                    |
| 23                     | Tiffany Cromwell (AUS)    | AB                     |
| 24                     | Neve Bradbury (AUS)       | 27e                    |
| 25                     | Elise Chabbey (SUI)       | 13e                    |

| Liv AlUla Jayco LAJ | Liv AlUla Jayco LAJ       | Liv AlUla Jayco LAJ |
| ------------------- | ------------------------- | ------------------- |
| Num                 | Coureuse                  | Pos                 |
| 31                  | Urška Žigart (SLO)        | 40e                 |
| 32                  | Mavi García (ESP) (route) | 18e                 |
| 33                  | Ingvild Gåskjenn (NOR)    | 41e                 |
| 34                  | Caroline Andersson (SWE)  | 29e                 |
| 35                  | Ella Wyllie (NZL)         | 32e                 |
| 36                  | Amber Pate (AUS)          | 56e                 |

| UAE Team ADQ UAD | UAE Team ADQ UAD       | UAE Team ADQ UAD |
| ---------------- | ---------------------- | ---------------- |
| Num              | Coureuse               | Pos              |
| 41               | Silvia Persico (ITA)   | 8e               |
| 42               | Sofia Bertizzolo (ITA) | 47e              |
| 43               | Erica Magnaldi (ITA)   | 20e              |
| 44               | Mikayla Harvey (NZL)   | AB               |
| 45               | Alena Amialiusik (BLR) | 45e              |
| 46               | Karlijn Swinkels (NED) | 6e               |

| Human Powered Health HPH | Human Powered Health HPH  | Human Powered Health HPH |
| ------------------------ | ------------------------- | ------------------------ |
| Num                      | Coureuse                  | Pos                      |
| 51                       | Julia Biryukova (UKR)     | AB                       |
| 52                       | Henrietta Christie (NZL)  | AB                       |
| 53                       | Barbara Malcotti (ITA)    | 22e                      |
| 54                       | Katia Ragusa (ITA)        | AB                       |
| 55                       | Linda Zanetti (SUI)       | AB                       |
| 56                       | Audrey Cordon-Ragot (FRA) | 51e                      |

| Roland CGS | Roland CGS                       | Roland CGS |
| ---------- | -------------------------------- | ---------- |
| Num        | Coureuse                         | Pos        |
| 61         | Anna Kiesenhofer (AUT)           | AB         |
| 64         | Ántri Christofórou (CYP) (route) | AB         |
| 65         | Natalie Grinczer (GBR)           | 55e        |
| 66         | Nguyễn Thị Thật (VIE) (route)    | AB         |

| Team dsm-firmenich PostNL DFP | Team dsm-firmenich PostNL DFP | Team dsm-firmenich PostNL DFP |
| ----------------------------- | ----------------------------- | ----------------------------- |
| Num                           | Coureuse                      | Pos                           |
| 71                            | Francesca Barale (ITA)        | 37e                           |
| 72                            | Eleonora Ciabocco (ITA)       | 39e                           |
| 73                            | Pfeiffer Georgi (GBR) (route) | 5e                            |
| 74                            | Juliette Labous (FRA)         | 21e                           |
| 75                            | Églantine Rayer (FRA)         | AB                            |
| 76                            | Becky Storrie (GBR)           | AB                            |

| Movistar Team MOV | Movistar Team MOV            | Movistar Team MOV |
| ----------------- | ---------------------------- | ----------------- |
| Num               | Coureuse                     | Pos               |
| 81                | Olivia Baril (CAN)           | 7e                |
| 82                | Jelena Erić (SRB) (route)    | AB                |
| 83                | Floortje Mackaij (NED)       | 52e               |
| 84                | Paula Patiño (COL) (route)   | 57e               |
| 85                | Arlenis Sierra (CUB) (route) | 42e               |
| 86                | Mareille Meijering (NED)     | 25e               |

| FDJ-Suez FST | FDJ-Suez FST            | FDJ-Suez FST |
| ------------ | ----------------------- | ------------ |
| Num          | Coureuse                | Pos          |
| 91           | Grace Brown (AUS)       | 54e          |
| 92           | Marta Cavalli (ITA)     | 49e          |
| 93           | Vittoria Guazzini (ITA) | AB           |
| 95           | Évita Muzic (FRA)       | 9e           |
| 96           | Jade Wiel (FRA)         | 44e          |

| AG Insurance - Soudal Quick-Step Team AGS | AG Insurance - Soudal Quick-Step Team AGS | AG Insurance - Soudal Quick-Step Team AGS |
| ----------------------------------------- | ----------------------------------------- | ----------------------------------------- |
| Num                                       | Coureuse                                  | Pos                                       |
| 101                                       | Mireia Benito (ESP)                       | 46e                                       |
| 103                                       | Justine Ghekiere (BEL)                    | 30e                                       |
| 104                                       | Sarah Gigante (AUS)                       | 24e                                       |
| 105                                       | Kimberley Le Court de Billot (MRI)        | 11e                                       |
| 106                                       | Julie Van de Velde (BEL)                  | 48e                                       |

| Fenix-Deceuninck FED | Fenix-Deceuninck FED       | Fenix-Deceuninck FED |
| -------------------- | -------------------------- | -------------------- |
| Num                  | Coureuse                   | Pos                  |
| 111                  | Puck Pieterse (NED)        | 3e                   |
| 112                  | Yara Kastelijn (NED)       | 14e                  |
| 113                  | Millie Couzens (GBR)       | AB                   |
| 114                  | Greta Marturano (ITA)      | 43e                  |
| 115                  | Pauliena Rooijakkers (NED) | 33e                  |
| 116                  | Petra Stiasny (SUI)        | AB                   |

| Cofidis COF | Cofidis COF               | Cofidis COF |
| ----------- | ------------------------- | ----------- |
| Num         | Coureuse                  | Pos         |
| 121         | Julie Bego (FRA)          | 38e         |
| 122         | Flavie Boulais (FRA)      | AB          |
| 123         | Morgane Coston (FRA)      | 28e         |
| 124         | Špela Kern (SLO)          | 53e         |
| 125         | Nikola Nosková (CZE)      | 17e         |
| 126         | Kirstie van Haaften (NED) | AB          |

| EF Education-Cannondale EFC | EF Education-Cannondale EFC | EF Education-Cannondale EFC |
| --------------------------- | --------------------------- | --------------------------- |
| Num                         | Coureuse                    | Pos                         |
| 131                         | Megan Armitage (IRL)        | DQ                          |
| 132                         | Kim Cadzow (NZL)            | 34e                         |
| 133                         | Clara Emond (CAN)           | AB                          |
| 134                         | Clara Koppenburg (GER)      | AB                          |
| 135                         | Coryn Labecki (USA)         | AB                          |
| 136                         | Magdeleine Vallieres (CAN)  | 12e                         |

| Laboral Kutxa-Fundación Euskadi LKF | Laboral Kutxa-Fundación Euskadi LKF | Laboral Kutxa-Fundación Euskadi LKF |
| ----------------------------------- | ----------------------------------- | ----------------------------------- |
| Num                                 | Coureuse                            | Pos                                 |
| 141                                 | Nadia Quagliotto (ITA)              | 35e                                 |
| 142                                 | Usoa Ostolaza (ESP)                 | AB                                  |
| 143                                 | Ane Santesteban (ESP)               | 19e                                 |
| 144                                 | Debora Silvestri (ITA)              | AB                                  |
| 145                                 | Aileen Schweikart (GER)             | AB                                  |
| 146                                 | Jessenia Meneses (COL)              | AB                                  |

| Eneicat-CMTeam EIC | Eneicat-CMTeam EIC           | Eneicat-CMTeam EIC |
| ------------------ | ---------------------------- | ------------------ |
| Num                | Coureuse                     | Pos                |
| 151                | Irene Mendez Melgarejo (ESP) | AB                 |
| 152                | Ariana Gilabert (ESP)        | AB                 |
| 153                | Adèle Normand (CAN)          | AB                 |
| 154                | Alessia Bulleri (ITA)        | AB                 |
| 156                | Isabel Martin (ESP)          | AB                 |

| A.S.D. K2 Women Team KWT | A.S.D. K2 Women Team KWT     | A.S.D. K2 Women Team KWT |
| ------------------------ | ---------------------------- | ------------------------ |
| Num                      | Coureuse                     | Pos                      |
| 161                      | Rebekka Pigolotti (ITA)      | AB                       |
| 162                      | Vittoria Ruffilli (ITA)      | AB                       |
| 163                      | Noemi Lucrezia Eremita (ITA) | AB                       |
| 164                      | Gemma Sernissi (ITA)         | AB                       |
| 165                      | Sara Pellegrini (ITA)        | AB                       |
| 166                      | Alice Papo (ITA)             | AB                       |

| BTC City Ljubljana ___ | BTC City Ljubljana ___     | BTC City Ljubljana ___ |
| ---------------------- | -------------------------- | ---------------------- |
| Num                    | Coureuse                   | Pos                    |
| 171                    | Urša Pintar (SLO) (route)  | 31e                    |
| 172                    | Špela Colnar (SLO)         | AB                     |
| 173                    | Yelizaveta Sklyarova (KAZ) | AB                     |
| 174                    | Giada Borghesi (ITA)       | AB                     |
| 175                    | Giulia Luciani (ITA)       | AB                     |
| 176                    | Giorgia Serena (ITA)       | AB                     |

| Aromitalia 3T Vaiano VAI | Aromitalia 3T Vaiano VAI     | Aromitalia 3T Vaiano VAI |
| ------------------------ | ---------------------------- | ------------------------ |
| Num                      | Coureuse                     | Pos                      |
| 181                      | Rasa Leleivytė (LTU)         | AB                       |
| 182                      | Irene Affolati (ITA)         | AB                       |
| 183                      | Fanny Bonini (ITA)           | AB                       |
| 184                      | Serena Brillante Romeo (ITA) | AB                       |
| 185                      | Romina Costantini (ITA)      | AB                       |
| 186                      | Valentina Zanzi (ITA)        | AB                       |

| Isolmant-Premac-Vittoria SBT | Isolmant-Premac-Vittoria SBT | Isolmant-Premac-Vittoria SBT |
| ---------------------------- | ---------------------------- | ---------------------------- |
| Num                          | Coureuse                     | Pos                          |
| 191                          | Valeria Curnis (ITA)         | AB                           |
| 192                          | Beatrice Rossato (ITA)       | AB                           |
| 193                          | Gaia Tormena (ITA)           | AB                           |
| 194                          | Asia Zontone (ITA)           | AB                           |
| 195                          | Sonia Rossetti (ITA)         | AB                           |

| Team Mendelspeck Ge-Man MDS | Team Mendelspeck Ge-Man MDS | Team Mendelspeck Ge-Man MDS |
| --------------------------- | --------------------------- | --------------------------- |
| Num                         | Coureuse                    | Pos                         |
| 201                         | Michela De Grandis (ITA)    | AB                          |
| 202                         | Sara Piffer (ITA)           | AB                          |
| 203                         | Giulia Vallotto (ITA)       | AB                          |
| 204                         | Giulia Miotto (ITA)         | AB                          |
| 205                         | Emma Zanetti (ITA)          | AB                          |
| 206                         | Alice Capasso (ITA)         | AB                          |

| Top Girls Fassa Bortolo TOP | Top Girls Fassa Bortolo TOP | Top Girls Fassa Bortolo TOP |
| --------------------------- | --------------------------- | --------------------------- |
| Num                         | Coureuse                    | Pos                         |
| 211                         | Alice Toniolli (ITA)        | AB                          |
| 212                         | Elisa De Vallier (ITA)      | AB                          |
| 213                         | Iris Monticolo (ITA)        | AB                          |
| 214                         | Alice Palazzi (ITA)         | AB                          |
| 215                         | Marta Pavesi (ITA)          | AB                          |
| 216                         | Gaia Segato (ITA)           | AB                          |

| Bepink-Bongioanni BPK | Bepink-Bongioanni BPK       | Bepink-Bongioanni BPK |
| --------------------- | --------------------------- | --------------------- |
| Num                   | Coureuse                    | Pos                   |
| 221                   | Elisa Valtulini (ITA)       | AB                    |
| 222                   | Angela Oro (ITA)            | AB                    |
| 223                   | Monica Trinca Colonel (ITA) | AB                    |
| 224                   | Selene Colombi (ITA)        | AB                    |
| 225                   | Irene Cagnazzo (ITA)        | AB                    |
| 226                   | Beatrice Pozzobon (ITA)     | AB                    |